# Iranildo Campos
Iranildo Campos (Rio de Janeiro, 27 de julho de 1954) é um político brasileiro.

## Biografia
Filho de Iracema Campos, é pai do advogado Iranildo Campos Júnior, Alessandro Campos, Mariano Campos e a caçula Agatha. Funcionário Público Militar e Advogado.

## Trajetória política
Iniciou a carreira política aos 34 anos como chefe de gabinete do prefeito José de Amorim, de São João de Meriti e no ano seguinte foi chefe de gabinete parlamentar na Alerj.
Em 1997 foi secretário de Governo de São João de Meriti, desenvolvendo vários projetos, tais como a criação da Guarda Municipal Montada, com ronda escolar, cães, equipe de trânsito e equoterapia, da Coordenadoria de Engenharia e Tráfego – CET Meriti, o Programa Meriti Luz e o PROCON de Meriti, também acumulou as funções de Secretário de Obras e Urbanismo e Meio Ambiente, marcando sua gestão com a participação em um congresso em Washington – USA, a convite do Banco Mundial; no ano de 2001 foi eleito vice-prefeito de São João de Meriti, quando assumiu a Secretaria de Saúde, cuja atuação foi reconhecida pelo Instituto de Pesquisa Econômica e Aplicada (IPEA), apontando São João de Meriti como “Saúde nota 10” e pelo governo de Cuba, onde foi homenageado como melhor Secretário de Saúde do Estado do Rio de Janeiro. Com apenas seis meses na pasta, Iranildo Campos inaugurou o HIMAC – Hospital Infantil de São João de Meriti.
Em 2002 levou a escola de samba Inocentes de Belford Roxo, para São João de Meriti, com novo nome de Inocentes da Baixada, tendo-a comandado até 2004.
Em 2004 iniciou seu primeiro mandato como deputado estadual e foi eleito presidente da Comissão da Criança, Adolescente e Idoso da Assembleia Legislativa do Estado do Rio de Janeiro.
Em seu segundo mandato, Iranildo Campos licenciou-se em janeiro de 2009, quando assumiu a Secretaria de Saúde de São João de Meriti a convite do prefeito Sandro Matos.
Foi re-eleito deputado estadual em 2010 e 2014.
Em abril de 2015, em polêmica votação, foi um dos parlamentares a votar a favor da nomeação de Domingos Brazão para o Tribunal de Contas do Estado do Rio de Janeiro, nomeação esta muito criticada na época. No dia 20 de fevereiro de 2017, foi um dos 41 deputados estaduais a votar a favor da privatização da CEDAE.
Em 17 de novembro de 2017 votou pela revogação da prisão dos deputados Jorge Picciani, Paulo Melo e Edson Albertassi, denunciados na Operação Cadeia Velha, acusados de integrar esquema criminoso que contava com a participação de agentes públicos dos poderes Executivo e do Legislativo, inclusive do Tribunal de Contas, e de grandes empresários da construção civil e do setor de transporte.
Nas eleições de 2018, Iranildo Campos foi candidato a deputado federal pelo estado do Rio de Janeiro, no entanto não foi eleito para a 56ª legislatura (2019–2023) da Câmara dos Deputados do Brasil. No pleito, como candidato do Solidariedade (SD), Iranildo obteve 18.599 votos, ficando inicialmente com a 5ª suplência da coligação PPS/PSDB/SD.

## Controvérsias

### Relatório sobre transações bancárias suspeitas
Em dezembro de 2018, veio à tona um relatório de 422 páginas do Conselho de Controle de Atividades Financeiras (Coaf) que havia sido anexado pelo Ministério Público Federal à investigação que origem à Operação Furna da Onça e que ganhou grande repercussão nacional por envolver um ex-assessor parlamentar de Flávio Bolsonaro, filho do presidente Jair Bolsonaro. O documento reúne informações a respeito de operações bancárias de 75 funcionários e ex-servidores da Assembleia Legislativa do Estado do Rio de Janeiro (Alerj) citadas em comunicados sobre transações financeiras suspeitas. As operações suspeitas, que envolvem pessoas que trabalham ou trabalharam em 20 gabinetes de deputados estaduais do Rio de Janeiro de diferentes matizes ideológicas, totalizam mais de R$ 207 milhões.
O relatório do Coaf apontou que funcionários do gabinete de Iranildo Campos na Alerj movimentaram um total de R$ 2,2 milhões entre janeiro de 2016 e janeiro de 2017. A assessoria de Iranildo informou que ele iria se pronunciar somente depois de ter acesso ao relatório. Já o Ministério Público Federal, em nota, esclareceu que nem todas as movimentações atípicas citadas no documento seriam, necessariamente, ilícitas.